# René Gillouin
René Gillouin, né à Aouste-sur-Sye (Drôme) le 11 mars 1881 et mort le 2 avril 1971 à Paris, est un intellectuel de droite, traditionaliste et pétainiste, de religion protestante, écrivain, critique littéraire, journaliste et homme politique français.

## Biographie

### Milieu social et formation
René Gillouin est protestant, fils d'un pasteur de province, de l’Église réformée de la Drôme, Émile Gillouin (1846-1898). Bachelier ès-lettres, Emile Gillouin a soutenu en décembre 1870 une thèse, devant la Faculté de théologie protestante de Montauban Idées dogmatiques et morales du siracide. Il est nommé pasteur par décret en date du 10 août 1871. C’est lui qui a formé René et son frère cadet Charles (1882-1922) jusqu’à la classe de 3e. 
René Gillouin est élève des lycées de Tournon (Ardèche), Ampère à Lyon puis Henri-IV à Paris, qu'il intègre en 1900. Il réussit le concours d'entrée à l'École normale supérieure en 1902. Il découvre alors Henri Bergson et Maurice Barrès, avec qui il correspond, fréquente les cercles d’écrivains parisiens du quartier latin, ceux du café Vachette, autour de Jean Moréas,  puis de la taverne du Panthéon, où il croise le jeune Bernard Grasset, qui va devenir son éditeur. Il est membre du comité de rédaction de la revue littéraire Le Parthénon, aux côtés notamment de Guillaume Apollinaire, Georges Duhamel, Jean Giraudoux, Jules Romains, Henri Massis. Un duel au pistolet l’oppose en 1907 à un autre homme de lettres, pour des motifs d’ordre privé.
Admissible à l’agrégation de philosophie, il abandonne l’Université, pour une carrière de fonctionnaire, de critique littéraire, d'essayiste et de conférencier.

### Fonctionnaire, intellectuel et homme politique dans l'entre-deux-guerres

#### Fonctionnaire à la préfecture de la Seine, puis conseiller municipal de Paris
Il est fonctionnaire à la préfecture de la Seine à partir de 1905. Il fait carrière dans les bureaux du Conseil municipal de Paris. Reçu premier au concours de secrétariat du conseil municipal, il est attaché à partir de 1912 au cabinet de la présidence du conseil municipal, puis directeur de cabinet jusqu’à sa démission en 1931, une place de choix pour se faire des relations, se préparer aux élections locales, et qui lui permet d’obtenir la Légion d’honneur en 1924. 
Après avoir été candidat « d’union républicaine, démocratique et sociale », sans succès, aux élections municipales de 1925 (5e arrondissement, quartier de la Sorbonne) - il était alors proche de la Ligue républicaine nationale -, il est élu en décembre 1931, à la faveur d'une élection partielle, conseiller municipal de la capitale, dans le VIe arrondissement, avec l’investiture de l’Alliance démocratique et de la Fédération républicaine, réélu en avril 1934, après que sa première élection a été invalidée, en mai 1935, puis devient vice-président du conseil municipal de Paris en juin 1937. 
Il se présente aux législatives à Paris en 1932 contre le sortant Marcel Héraud, en vain. Il est alors un « républicain national indépendant ». Il lui a été demandé de se présenter dans la Drôme aux législatives de 1936. 
Il a fait partie des conseillers municipaux signataires de deux affiches, celle du 5 février 1934 protestant contre l’éviction du préfet de police Jean Chiappe, et celle protestant contre les conclusions de la commission parlementaire sur la crise du 6 février 1934. Gillouin a été légèrement blessé lors de l’émeute parisienne du 6 février. Il fait alors partie des Jeunesses patriotes. 
Au conseil municipal de Paris, en juillet 1936, il dénonce « la venue de véritables hordes venues des quartiers éloignés de Paris (envahissant) le quartier latin criant ou plutôt hurlant les journaux d’extrême gauche, narguant ou insultant la paisible population bourgeoise (sic) ». Cette situation revêt selon lui « depuis le triomphe électoral du Front populaire une acuité toute nouvelle » : « Les provocations aux nationaux se font de jour en jour plus violentes, plus insultantes ». Ce qui l’indigne, ce n’est pas « la substance même des événements », c’est le fait « qu’ils portent, avec une criante évidence, la marque de l’étranger ». Il accuse alors les communistes « de rejeter sur les nationaux tous les incidents et attentats  (…) que provoquent sournoisement les communistes », il voit la main de Moscou dans le déclenchement des grèves, tout en reconnaissant « le pitoyable sort de certaines catégories de travailleurs des deux sexes en effet réduits à des salaires de famine ». Il souligne « l’immensité, la diversité, la puissance des moyens mis en œuvre pour bolcheviser notre pays », analysant longuement un à un, les films diffusés par le PCF, « véritables brûlots de guerre civile » car « destinés spécialement à exaspérer les ouvriers contre le patronat ». Il déplore l’absence « d’un État fort et véritablement national ». En 1934, il propose un projet de vœu xénophobe relatif aux commerçants étrangers. 
Lors d’une séance du conseil municipal en décembre 1938, il demande l’interdiction de la pièce de Jean Cocteau, Les Parents terribles, qu'il qualifie « d'immorale, d'antifamiliale et d'antisociale et déclarant que sa pièce « relève moralement de l’excitation des majeurs (sic) à la débauche », Gillouin est l’un des trois conseillers municipaux qui ont le plus critiqué Cocteau. Le conseil municipal a invité l’administration préfectorale à mettre fin à la convention passée entre Cocteau et le théâtre des Ambassadeurs, propriété de la ville de Paris. Son directeur annonçant alors son intention de poursuivre en diffamation devant le tribunal correctionnel les trois conseillers municipaux, dont Gillouin, qui se « sont montrés le plus injustement violents contre notre spectacle » lors de la séance du conseil municipal du 20 décembre 1938. Mais il a finalement retiré sa plainte en 1939,,,.

#### L'intellectuel
Durant la Grande Guerre, il fait partie de l'équipe qui se réunit à la taverne du Panthéon, autour d'Antoine Albalat. Il irrite son éditeur Grasset lorsqu’il lui réclame des droits d’auteur sur la vente de ses livres depuis la déclaration de guerre et insiste pour connaître l’état des ventes de ses ouvrages. Il a dirigé chez Grasset, en 1922-23, l’éphémère collection « Politeia », qui compta huit titres.
Il est élu sociétaire de la Société des gens de lettres en 1924. Ce qui lui vaut d'être promu officier de la Légion d'honneur en 1939 à l'occasion du centenaire de cette association. Il fréquente des salons mondains qui entendent « faire renaître l’esprit de conversation dans les salons français », ceux du comité des Amies de la revue des lettres, à la fin des années 1920, et participe à la vie mondaine de la capitale, aux goûters, aux salons, aux réceptions donnés par des aristocrates, des associations ou des bourgeoises, et aux funérailles d'artistes, celles de Marcel Proust par exemple. 
Ses livres sont pour la plupart des recueils d’études et d’articles publiés auparavant dans les journaux et les revues auxquels il collabore, comme la Revue de Paris, le Mercure de France, La Revue politique et littéraire, La Revue hebdomadaire, l’hebdomadaire  L'Europe nouvelle, la revue protestante Foi et vie, le périodique suisse La Semaine littéraire – il y tint la rubrique des livres français dans les années 1920 –, l’hebdomadaire les Nouvelles littéraires, dans lequel il publie en 1931, en plusieurs articles, ses « réflexions sur l’humanisme » confronté à la « crise de civilisation » et à ses avatars « dégénérés » : « le bolchevisme, l’américanisme, le fascisme, (…) autant de triomphes du matérialisme moderne ou de l’antique idolâtrie » et où il apparaît comme un penseur chrétien à la recherche d’un « humanisme nouveau », respectueux de Dieu et du passé. Dans les années 1920, il donne ponctuellement quelques articles à des quotidiens, L'Écho national (1922), Le Figaro, L'Avenir d'Émile Buré, Le Nouveau Siècle, dans lequel il évoque les protestants français, La Liberté (1928-1929).
Il participe aux débats de l’époque, sur la question religieuse (conférences de Foi et vie, de l’École des hautes études sociales en 1926-27), et sur des questions politiques, en 1928 à propos du « malaise alsacien » et de la question de l'autonomisme en Alsace, de la politique pontificale et de la rupture entre le pape Pie XI et l’Action française, des démocrates-chrétiens et des syndicats de cultivateurs cultivants des abbés Mancel et Trochu. Aux débats politico-artistiques aussi. En janvier 1935, il prend la parole lors d’un débat organisé par l’Union pour la vérité sur « André Gide et son temps », en présence de Gide et aux côtés de François Mauriac, Gabriel Marcel, Jacques Maritain, Daniel Halévy, Jean Guéhenno et Thierry Maulnier. Il critique aussi les peintres étrangers de l’École de Paris, à l'occasion de leur présence à l’exposition des « maîtres de l’Art indépendant » au Petit Palais en 1937 : ce sont pour lui des « métèques accourus de leur Lituanie, de leur Podolie, de leur Tchécoslovaquie natales, (…) et qui, une fois chez nous, ont réussi en un tournemain, par la grâce de la trinité réclame, combine et galette, aidés parfois de divinités plus sombres encore, à décrocher la notoriété, la Légion d’honneur et les commandes officielles », alors que « des centaines d’artistes de bonne race française (…) végéteront ». Parmi lesquels, peut-être, sa propre épouse depuis 1927, Laure Bruni, artiste peintre, qui n’aura pas la renommée d’un Chagall ou d’un Soutine. 
Il est membre du jury du prix littéraire de la ville de Paris, aux côtés d’Académiciens (Bonnard, Mauriac, Valéry, Louis Madelin) et d’écrivains comme Paul Chack, Jean Giraudoux ou André Thérive. C’est à la demande du président de la Société des gens de lettres et sur la proposition de Gillouin, en tant que président du groupe dé défense des travailleurs intellectuels du conseil municipal, qu’il a fondé en décembre 1935 et qu’il préside, que ce prix a été institué en 1937. 

Gillouin est un intellectuel antimoderne, hostile à l’égalité démocratique, très critique vis-à-vis des valeurs et des principes de 1789 et de l’idéologie démocratique et républicaine. Cet intellectuel protestant écrit en 1921 à propos de « l’attitude politique du protestantisme français » : 

« Si la France, à l’époque de la Réforme, fût devenue en majorité ou en totalité protestante, elle eût évolué vers une forme de démocratie différente de celle que nous voyons se réaliser sous nos yeux, vers ce que nous avons appelé une aristo-démocratie. (…) Le protestantisme étant demeuré une minorité, il eût encore suffi, à notre avis, que Louis XIV évitât l’insigne folie de la révocation de l’édit de Nantes pour que la Révolution rousseauiste fût épargnée à la monarchie. (…) Le protestantisme eût dû, selon nous, se resserrer sur lui-même, au lieu de se diluer et de se perdre dans la nation (…). Nous estimons que nos coreligionnaires, dans leur ensemble, ont commis plus qu’une imprudence (…) en répondant sans restrictions d’aucune sorte aux avances dont ils ont été l’objet de la part des fondateurs de la IIIe République, et en paraissant considérer comme un triomphe personnel l’avènement d’une démocratie de type rousseauiste, optimiste et égalitaire. Nous estimons que certains d’entre eux, arrivés aux premiers rôles de la politique, ont commis plus qu’une faute, en couvrant de leur autorité intellectuelle et morale les chimères et les excès du pseudo-rationalisme jacobin, notamment en matière d’éducation. Si la France, à l’époque de la Réforme, fût devenue en totalité ou en majorité protestante, elle eut évolué vers une forme de démocratie différente (…), vers ce que nous avons appelé une aristodémocratie. »

 De même, en 1928 : « C’est un grave sujet de méditation (…) pour la politique française d’avoir chassé le protestantisme de France sous la forme virile, rationnelle, authentiquement spirituelle du Calvinisme (…) pour l’accueillir deux siècles plus tard sous sa forme féminisée, purement affective, corrompue et corruptrice du Rousseauisme ». En février 1942, dans les colonnes de la Revue des deux Mondes, il s’en prend encore à Rousseau, accusé d’être à l’origine d’une « religion nouvelle » qui a perverti le dogme chrétien traditionnel.
Il donne une conférence en mai 1933 au groupe X-Crise sur l'idéologie du IIIe Reich et fait partie également d'autres cercles animés notamment par Jean Coutrot (Centre d’études des problèmes humains, les entretiens de Pontigny). Il est membre du Centre d'études des problèmes humains, fondé en 1936 par Alexis Carrel, qui devient sous Vichy la Fondation française pour l'étude des problèmes humains, instituée par la Loi du 17 novembre 1941, revue le 14 janvier 1942. Il est alors membre de son comité exécutif.

#### Des rapports complexes avec l'Action française
Il est souvent présenté comme un intellectuel maurrassien voire un partisan de l'Action française. L’itinéraire intellectuel de ce protestant est en fait plus complexe. Lui-même affirme en 1963 qu’il n’était « pas maurrassien orthodoxe, et même à certains égards (…) pas maurrassien du tout. Je n’admettais en effet ni le politique d'abord, ni le mathématisme qui inspirait la « preuve par neuf » de la monarchie, ni l’idolâtrie de la déesse France, ni le par tous les moyens même légaux, ni la théorie des quatre États confédérés, ni la réduction de l’individu à une abstraction ».

Avant la Première Guerre mondiale, il défend Henri Bergson contre Charles Maurras, qui a « parlé en fait misérablement » du premier, et pour des raisons « erronées » : 

« La première de ces raisons, c’est que M. Bergson est juif. Mais précisément, s’il y a jamais eu un Juif à propos duquel la question juive ne se pose pas, c’est M. Bergson. Car enfin – à moins de professer je ne sais quel barbare fétichisme du sang -, on ne saurait définir un juif uniquement par (sa naissance). Français, M. Bergson l’est plus pleinement qu’aucun de ceux qui lui jettent ses origines à la face. Il est Français comme le furent nos pères du XVIIe et XVIIIe siècles qui imposaient la civilisation française à l’Europe. »

« En ce qui nous concerne, nous avons beaucoup lu et médité M. Charles Maurras et nous estimons que là où il est bon, il est excellent, mais que là où il est mauvais, il est exécrable », décrète-t-il en 1920. Il lui reproche ses « fureurs partisanes », un « certain fanatisme helléno-latin », sa philosophie de l’histoire, qui « dresse l’une contre l’autre deux France », et est la « semence d’inexpiables guerres civiles ». Et il s’en prend au « mysticisme » « d’un certain nationalisme, celui d’un Maurras, (…) proposant aux esprits détachés de Dieu le culte de la déesse France ». Mais dans le même temps, il lui sait gré d’avoir « rendu au pays ce service inestimable de restaurer à la fois dans sa plénitude et de circonscrire dans ses bornes légitimes l’idée de l’État ». Deux raisons personnelles l’empêchèrent d’être un maurrassien orthodoxe. « Les infâmes procédés dont l’Action française a usé à (son) égard » durant la guerre d’abord. L’Action française l’accusa en effet d’être un « embusqué », ce qui est selon lui « complètement faux ». Ensuite et surtout son protestantisme, qui l’amena souvent à critiquer l’antiprotestantisme de l’école du nationalisme intégral. Ainsi cet article de 1916, dans lequel il reproche à Maurras sa « passion antiprotestante » qui fait « peu honneur à l’intelligence française », à propos de l’accusation selon laquelle Luther serait l’un des responsables, directement et indirectement, via les philosophes Kant et Fichte, de la guerre et du pangermanisme impérialiste. Il dénonce les « divagations » de l’école de l’Action française qui colporte « d’indignes ragots » à propos de Luther et de Kant, et présente Maurras comme l’un de ces hommes « qui ont toujours l’union sacrée à la bouche et que l’on voit si chatouilleux sur l’article du catholicisme (qui) n’hésitent pas à blesser gravement, sans ombre de raison, par passion toute pure, leurs compatriotes luthériens ». Maurras est même présenté comme « un furieux » et un « amateur (qui) joint une folle présomption à une extrême ignorance ». Ces arguments seront repris contre Jacques Maritain ou en 1927 dans sa critique du livre du maurrassien Henri Massis, La défense de l’Occident. S’il partage le diagnostic de Massis, son « réquisitoire contre la « civilisation moderne et son insatiable et stupide appétit de puissance matérielle, son machinisme sans âme » et sa critique de l’individualisme, il dénonce son « étroitesse de pensée sur l’esprit protestant en général, sur Luther et sur Kant en particulier », sa « choquante et scandaleuse incompréhension » à l’égard de la Réforme : « Ce n’est pas l’aversion de ces nouveaux catholiques pour le protestantisme qui m’offusque, c’est la faiblesse et la légèreté qu’ils invoquent pour la justifier ». 
Gillouin, en outre, signala aussi, dès 1916, que Maurras, « catholique athée », et son apologétique « procatholique », ébranlent « d’une main l’édifice (catholique) qu’ils soutiennent de l’autre ». Sa pensée rationaliste est « en hostilité réelle et profonde avec le catholicisme » : « Fils de la Révolution, M. Charles Maurras prétend instaurer toutes choses, non pas, comme le voulait Pie X, dans le Christ, mais sans le Christ ». Ce sont les thèses qui furent mises en avant par l’Église lors de la condamnation de l’Action française en 1926. Il est aussi moins convaincu que Maurras et ses partisans des bienfaits passés de la monarchie.

Malgré ses vives critiques, Gillouin donne le 22 décembre 1928 une conférence à l’Institut d'Action française, sur le « malaise alsacien ». L’amiral Antoine Schwerer, président de la Ligue d'Action française, l’a présenté ainsi : « Si quelque dissentiments le séparent de l’Action française, nous pouvons dire cependant qu’il est des nôtres ». Il participe au débat sur la rupture en 1926 entre l'Église catholique et l'Action française, par plusieurs articles donnés à L’Europe nouvelle en 1927-28. S'il se présente en analyste impartial - « Notre position de protestant et de philosophe est étrangère aux deux partis, nourrissant pour toutes deux une sympathie nuancée de réserve »-, il récuse les jugements «'extrêmement faibles » du Pape Pie XI et du cardinal Andrieu, souligne les malentendus à propos du slogan de l'AF « Politique d’abord » et note non sans perfidie que si la papauté critique la violence prêchée et préconisée, elle « s’accommode assez aisément de la violence accomplie » : 

« Si Napoléon III s’était amusé à parler, pendant vingt ans, du 2 décembre, l’Église n’aurait pas eu pour lui assez de foudres. Comme il s’est contenté de l’exécuter, il a eu dès le 3 au matin toute l’Église avec lui. Et Mussolini…. »

  Il souligne aussi, comme le quotidien de Maurras, que la « politique pontificale n’était guère favorable aux intérêts français et même formellement contraire ». Il écrit même que « la politique de Pie XI est plus dangereuse encore que la politique de guerre de Benoit XV », car, outre que le Pape serait « intellectuellement d’affinités et de culture germaniques », sa philosophie est celle « d’un idéologue » ; c’est « une philosophie pacifiste plutôt que pacifique, humanitaire plus qu’humaine, dont les postulats essentiels, désarmement sans sécurité, (…), confiance aveugle dans la bonne foi des agresseurs d’hier, internationalisme, anticolonialisme, principe de l’égalité des races, sentent à plein nez l’utopie et la chimère ». Ce qui lui vaut la protestation indignée du rédacteur en chef du quotidien catholique La Croix, qui le taxe « d’auxiliaire de l’Action française » : 

« En opposant ainsi la politique pontificale à la France, M. Gillouin réédite en termes modérés mais aussi péremptoires, l’abominable dilemme de l’Action française, assimilant le Pape dressé contre la France à un père qui ordonnerait à ses enfants – les catholiques de France – de tuer leur mère ! »

Il fréquente les banquets annuels du Cercle Fustel de Coulanges, proche de l'Action française : on le trouve à celui de 1929, présidé par Maurras, de 1930, de 1934, aux côtés encore de Maurras. Il fréquente aussi le salon politico-mondain parisien et royaliste de la comtesse Gérard de Rohan-Chabot, où il rencontre Maurras. 
Il participe à un banquet de la section du 6e arrondissement de l’Action française en juin 1935 et y prend la parole, aux côtés d’autres conseillers municipaux (Charles Trochu, secrétaire général du Front national, Charles des Isnards, Louis Darquier de Pellepoix) : « Nous en avons assez de voir un grand et noble pays comme la France avoir un gouvernement indigne de lui. Il n’y a pas de crise financière. Il n’y a qu’une crise politique ». C'est qu'il appuie alors depuis le 6 février 1934, comme d’autres conseillers municipaux parisiens, le Front national, l’union des ligues d'extrême droite mise en place au lendemain du 6 février. Il a ainsi pris part en mars 1934 à une réunion à Paris aux côtés de représentants de l’Action française, de la Solidarité française et des Jeunesses patriotes. La réunion rendit hommage aux morts du 6 février 1934, « victimes d’un gouvernement criminel » et appela à la résistance contre « les forces antifrançaises ».  
En 1936, il écrit en mars à Charles Maurras qui vient d'être condamné à une peine de prison pour provocation au meurtre afin de lui témoigner son soutien, participe en juin à un banquet en l'honneur du jubilé littéraire de ce dernier et signe fin octobre l’hommage des conseillers municipaux parisiens de droite à Maurras, « dont la pensée honore la France ». En 1937, s’il s’excuse de son absence lors de la journée d’hommage à Maurras au Vélodrome d’Hiver pour fêter sa sortie de prison, il s’associe au jubilé littéraire du directeur de L’Action française fêté par la Revue universelle d'Henri Massis. Son article ne comporte aucune réserve vis-à-vis du maître du nationalisme intégral ; il vante au contraire « la magnifique virilité du génie maurrassien » et  présente Maurras comme « un héros de l’intelligence (…) et de la volonté », doté d’un « sens historique et politique d’une sûreté presque infaillible ». C’est que la pensée maurrassienne est « à l’origine (…) de cette magnifique résurrection des idées d’ordre, de hiérarchie, de discipline, qui étaient le fondement même de notre civilisation occidentale (…) et dont la restauration est seule capable de la sauver ». Et de souhaiter que la France « entre enfin dans ce mouvement de renaissance qui emporte tant d’autres pays vers de nouveaux destins ». Allusion aux fascismes voisins, qu’il nuance en affirmant que la France doit y entrer « avant toute chose avec la qualité particulière de son patriotisme, pur de tout particularisme étroit ou hostile, à la fois passionnément national et généreusement humain ». Un patriotisme consubstantiel à « un certain esprit de liberté » et une France qui « ne saurait concevoir d’ordre que volontairement consenti, de hiérarchie rationnellement justifiée ». Il figure alors au comité d'honneur du cercle Jacques Bainville,. En 1939, on le trouve encore à la table d’honneur lors d’une réunion organisée par Trochu salle Wagram pour célébrer l’élection de Maurras à l’Académie française, en présence du « maître » évidemment, aux côtés de Le Provost de Launay, Abel Bonnard, Lémery, Georges Claude, Firmin Roz, etc..

#### L'insertion dans d'autres réseaux«nationaux»
René Gillouin fréquente également les dîners de la Revue de Paris ; il y côtoya le général Maxime Weygand et Bernard Faÿ à la fin des années 1920. Ceux aussi des Affinités françaises du marquis Louis de Fraguier. Il a pu y rencontrer Abel Bonnard, Faÿ, Gaston Le Provost de Launay, Weygand. Il préside celui de décembre 1930, est conférencier en 1933, et assiste à ceux de mars 1929, mars 1931 (avec Faÿ comme orateur), décembre 1932 (aux côtés de Le Provost de Launay, Bonnard et Xavier Vallat notamment), février 1933 (conférence de Raphaël Alibert),,,. Gillouin, dans sa conférence donnée aux Affinités françaises en janvier 1933 à propos de trois théoriciens allemands du Troisième Reich, souligne que la « pensée des théoriciens du Troisième Reich conduit par toutes ses avenues à la guerre, ou à la révolution ou à l’une ou l’autre » d’autant que l’Europe est entrée dans « l’ère des folies collectives, des crimes passionnels collectifs ». 
Dans les années 1934-35, il réunit à son domicile un petit groupe de personnalités rencontrées à ces dîners, comme le juriste maurrassien Raphaël Alibert, futur garde des sceaux de Vichy, Henri Massis, autre maurrassien, François Le Grix,  directeur de La Revue hebdomadaire, et des professeurs de droit comme Achille Mestre. 
Il est aussi lié à la Fédération républicaine – il est secrétaire du groupe municipal de la Fédération républicaine et de l’Action nationale et sociale, constitué en 1935, en tant que membre du parti de Louis Marin. On le trouve au déjeuner du comité de patronage de la Fédération républicaine de la Seine en 1932, aux côtés de parlementaires de ce parti, ainsi qu'au banquet de clôture du congrès du parti en 1937. 
Il appuie aussi l’association protestante La Cause, lorsque cette association se politise de plus en plus, dans un sens anticommuniste : il préside un de ses déjeuners mensuels en 1934 où est décidé l’envoi d’une adresse de soutien à Gaston Doumergue et il est l’un des orateurs à son congrès de décembre 1936, sur le thème « Le communisme contre la chrétienté, la Chrétienté contre le communisme ». En 1938, il participe encore au congrès de La Cause, où il livre une étude du fascisme, aux côtés de Bonnard et d'Albert Rivaud notamment.  
Il fréquente aussi les réseaux de la « Jeune Droite » : les dîners de la Revue du XXe siècle organisés par son directeur Jean de Fabrègues, tel celui de février 1935 présidé par Abel Bonnard, ou des conférences de la revue Combat, comme en 1936 sur le thème « Tradition et révolution en Art » : il préside cette conférence et discourt sur « l'art devant les masses et les dictatures totalitaires » et « le principe de la personne humaine et les dictatures totalitaires ». 
Il fonde en février 1936 avec Lucien Souchon, journaliste et publiciste, et Gaston Le Provost de Launay, autre conseiller municipal de Paris, le « Rassemblement national pour la reconstruction de la France », en réaction au Front populaire. Ils sont rejoints par le colonel Terme, secrétaire du comité Dupleix-Bonvalot, le général Maxime Weygand, Abel Bonnard, Bernard Faÿ, le médecin-général Jules Emily notamment. Ce cercle de pensée donne sa première réunion privée fin mai 1936 et publie des Cahiers, Penser pour agir, visant à répondre aux thèses du Front populaire,,. Ce groupement est financé par des patrons comme Georges Brabant et Georges Laederich. Gillouin donne quelques rares conférences sous les auspices de cette organisation. Telle cette conférence présidée par Bonnard et donnée en compagnie de Souchon, lors d’un déjeuner du comité Dupleix-Bonvalot, en février 1937. Souchon y traite de la « grandeur et de la misère de la cause nationale », Gillouin du thème : « vers un nouvel ordre social ». Souchon préconise de « tenir un langage totalement français » face aux « propagandes étrangères ». Gillouin affirme que « l’esprit de sacrifice doit remplacer une soif de jouissance suscitée par un matérialisme venu d’Europe orientale » et attaque Léon Blum : « Point n’est besoin de revenir sur les utopies d’un gouvernement dirigé par un doctrinaire qui n’a jamais fréquenté les ouvriers que dans les meetings et qui persiste à faire appel aux plus basses passions humaines et à les unir à la haine. De tels sentiments ne peuvent servir de base à un ordre social convenant à notre pays ». 
On le trouve en mai 1938 parmi les nouveaux membres du comité directeur de la Société des Amis de la Russie nationale, présidée par le sénateur Henry Lémery. Récemment fondée, elle vise à contrecarrer l’action de la société des Amis de l’URSS et à soutenir les « Russes blancs ». 
Il côtoie enfin des personnalités comme Georges Mandel, Pierre Laval, Pierre-Étienne Flandin, le maréchal Philippe Pétain, qu'il aurait croisé pour la première fois lors d'un déjeuner en 1938 selon ses dires.
À la veille de la Seconde Guerre mondiale, il condamne en 1939 les revendications germano-italiennes sur l’empire français lors d’une réunion du Parti républicain national et social à Lyon, aux côtés de Xavier Vallat. Après la déclaration de guerre, il publie en décembre dans la revue Notre combat fondée par l’éditeur Robert Denoël « Hitler peint par lui-même » ; il y décrit un dictateur prêt à tout pour dominer,,.

### Sous l'Occupation: l'appui à Vichy au maréchal Pétain et à la Révolution nationale, 1940-1942
En 1939-1940, il fait partie du cabinet de son condisciple de l'École normale supérieure Jean Giraudoux, commissaire à l'information.
Gillouin a accueilli avec ferveur l’État français du maréchal Pétain, alors qu’il a perdu son fils unique, Marc, décédé dans les combats de la « bataille de France », en mai 1940. Il s'installe à partir de juillet 1940 à Vichy où il rencontre son ami Raphaël Alibert puis Pétain. Il est de l'été 1940 jusqu'en 1942 l'un des intimes de Pétain, bénéficiant à l'hôtel du Parc de deux chambres à l'étage du maréchal,,. 
Il rédige pour Pétain plusieurs discours radiodiffusés et des articles parus dans la Revue des deux Mondes. Gillouin est même brièvement secrétaire général à l’instruction publique au ministère de l’Éducation nationale à l’été 1940. 
Il se fait le thuriféraire et le doctrinaire de la Révolution nationale et constitue avec René Benjamin et Henry Bordeaux un groupe de pression sur la question du « retour à la terre ». 
Il dénonce  les « responsabilités des écrivains et des artistes » dans la défaite, s’en prenant à leur immoralité : Léon Blum pour son livre sur le mariage, Cocteau, Gide. Selon lui, le nouvel État français se devait de « bannir de son sein, et de dépouiller de toute influence dirigeante, les individus et les groupes qui pour des questions de race ou de convictions, ne pouvaient ou ne voulaient souscrire au primat de la patrie française », aux premiers rangs desquels il plaçait les Juifs.  En janvier 1942, lors d’une conférence devant les Amis de l’Université, sur la démocratie et l’État, il souligne l’opposition entre « les conditions indispensables à la conduite de l’État, gardien vigilant de l’intérêt général » et « le principe même de la démocratie, qui délègue le pouvoir au nombre ». Il en conclut que « seule une aristocratie d’esprit, dotée d’une noblesse morale et ayant conscience de ses hautes responsabilités, peut remplir la mission de gouverner ». Dans la Revue des deux Mondes du 15 février 1942, il publie un article intitulé « La démocratie contre l'État » dans lequel il en appelle à la constitution d'une « aristocratie d'État », définie comme « une élite d'hommes capables de penser et d'œuvrer individuellement ou en équipes et qui aient le sens, l'amour, le culte de l'État ». 
Sa réflexion, dans ses articles et ses conférences sur la nature du nouvel État français l’amène à le distinguer à la fois du « régime démocratique et libéral de la IIIe République », de la conception « démolibérale », et des « régimes autoritaires », de la « conception fasciste ou naziste (sic) ». Ce nouvel État  « se distingue du régime ancien par quatre caractéristiques : il est national, autoritaire, hiérarchique et social » et son pouvoir est « à la fois absolu et limité ». Limité car il « rend tout son sens à cette distinction du spirituel et du temporel, (…) caractéristique de la civilisation chrétienne », « s’incline devant les valeurs spirituelles de la religion, reconnait comme un autre absolu la dignité de la personne humaine » car « l’Homme vient de plus profond que l’État ». « Nous n’abjurons pas le libéralisme pour un caporalisme », ajoute-t-il. Limité aussi car il « reconnaît le droit des groupes naturels tel que la famille, la région, la profession, (…) les communautés de tout genre qui lui préexistent ». Quant à l’égalité, notion chrétienne selon lui, s’il reconnaît que les hommes sont égaux à la fois devant Dieu et devant la loi, l’égalité « doit s’encadrer dans une hiérarchie rationnelle fondée sur la diversité des fonctions et mérites et ordonnée au bien commun ». Car « la liberté-principe entraine inévitablement le triomphe des forts et l’écrasement des faibles » et explique « le scandale d’une monstrueuse inégalité des conditions ». Ses réflexions visent moins à définir le nouvel État qu’à préciser ses conceptions sur la nature du pouvoir et à souligner la nécessité d’opérer « une indispensable conciliation entre l’égalité et la hiérarchie » de même que « l’indispensable conciliation de l’autorité avec (…) les libertés concrètes, seules véritables » car « l’autorité est indispensable à la liberté elle-même ». 

Toutefois, si un des articles de Gillouin, en 1942, consacré à « l’utopie pacifiste ou humanitaire » se caractérise par des attaques contre les « chimères » qui enivrent les Français depuis le XVIIIe siècle, des « saturnales de 1789 jusqu’aux folies du Front populaire », et dénonce la franc-maçonnerie, il rappelle pour s’en moquer les généraux inconscients en 1940 de « l’existence à nos frontières de peuples armés jusqu’aux dents et prêts, et décidés à se servir contre nous de leurs armes », l’absence « d’esprit guerrier » chez les chefs de guerre, ce qui mena à « la servitude par le détour de la défaite ». Et publiquement, dans une conférence qu’il préside en janvier 1942 à Vichy en l’honneur d'Henri Bergson, il souligne avec malice le fait qu’elle est tenue « par un jésuite sur un philosophe israélite étant présidée par un protestant ». Son ami le pasteur Marc Boegner le décrit comme un partisan de la fermeté face aux Allemands, et un opposant de l’amiral François Darlan – « l’amiral Darlan mérite la Haute Cour », lui aurait-il confié en janvier 1942. Et peut-être aussi de Pierre Laval et d’autres ministres, selon un témoignage indirect de Paul Claudel. Des journaux collaborationnistes de Paris l’ont attaqué, tel L'Atelier, et le fasciste autoproclamé Lucien Rebatet écrit dans son pamphlet Les Décombres, publié en 1942, que Gillouin était convaincu dès l’automne 1940 de « l’aide imminente et formidable de l’Amérique » et de « l’invincibilité des Anglais ». Il le dépeint ainsi : 

« Des quasi-ministres comme le sieur René Gillouin, petit pion sinistrement ouaté, l'œil en biais derrière les lunettes, cafard protestant - espèce pire encore que la papiste - familier néanmoins de tous les évêchés, éminence grise du nouvel État, ayant toutes ses entrées au pavillon de Sévigné. »

L'historien Marc Ferro note qu’il est l’un des rares hommes d’extrême droite dans l’entourage de Pétain à dénoncer les mesures prises à l’encontre des Juifs, dans sa biographie consacrée à Pétain. Il s'est opposé au statut des Juifs et aux rafles antisémites à partir de l'été 1941, comme son ami Marc Boegner qui a envoyé au maréchal une lettre de protestation. Mais avant cela l’historienne Bénédicte Vergez-Chaignon conteste le rôle de « bon génie » qu’il s’est donné après-guerre, car il approuvait les mesures raciales d’exclusion : « Le nouvel État est national, autoritaire, hiérarchique et social. En tant que national, il bannit de son sein ou il dépouille de toute influence dirigeante les individus et les groupes qui, pour des raisons de race ou de conviction, ne peuvent ou ne veulent souscrire au primat de la patrie française : étrangers, Juifs, francs-maçons, communistes, internationalistes de toute origine et de toute obédience »,.  

Ensuite il écrit à Pétain une lettre de protestation après le message du 10 octobre, lui qui avoue avoir jusqu’alors professé l’antisémitisme d'État : 

« La révocation de l’édit de Nantes, qui est restée comme une tache sur la gloire de Louis XIV apparaitra, Monsieur le Maréchal, comme une bergerie à côté de vos lois juives. (…) Je le dis, monsieur le Maréchal, en pesant mes mots, que la France se déshonore par la législation juive dont votre radio vient d’annoncer la dernière étape. »

 D’autres lettres suivront en 1942, aussi acerbes : 

« Le gouvernement français, incapable de s’arrêter sur la pente des concessions, des soumissions et des démissions, a fait un pas de plus dans la honte. Non content de persécuter des hommes au-delà de toute humanité, il a consenti à se faire bourreau de femmes, tortionnaire d’enfants. (…) Par la voix de ses prêtres et de ses pasteurs, par sa résistance spontanée à l’exécution de consignes atroces, elle a signifié à votre gouvernement qu’il avait outrepassé ses droits et manqué à ses devoirs. Ce gouvernement qui n’avait jamais été aimé ni respecté par personne est aujourd’hui exécré et méprisé par l’immense majorité des Français. »

Son ambition est contrecarrée à Vichy par Henry du Moulin de Labarthète, chef du cabinet civil du maréchal Pétain. Gillouin doit rétrocéder une de ses chambres à l'hôtel du Parc puis il est obligé à la demande de Pétain de s'installer ailleurs, à l'hôtel des Ambassadeurs.
En décembre 1941, les Allemands et le ministre de l'intérieur Pierre Pucheu s'opposent à sa nomination comme conseiller municipal de Paris et il est révoqué. Il se retire de la vie politique en 1942 après le retour de Pierre Laval, se réfugiant dans sa maison de Vaison-la-Romaine.

### L'exil en Suisse (1943-1948)
Se sentant menacé par les Allemands et par Laval qui le considère comme un adversaire, il passe en Suisse. Gillouin vécut de 1943 à 1948 dans ce pays, où il fréquenta les émigrés vichystes. L'exil lui permet d'échapper à l'épuration à la Libération.

Il publie à Genève deux ouvrages. Dans Problèmes humains, problèmes français publié en 1944, c’est la « notion même de démocratie (qui est) soumise à une critique sévère » selon ses propres mots. Il y dénonce « la corruption de l’État par la démocratie », responsable du « désastre de 1940 », il y critique « la démocratie telle que la France l’a comprise et pratiquée » jusqu’en 1940 : « l’omnipotence du nombre, l’empire de la bureaucratie (…) et de la centralisation étouffante, la compétence du suffrage étendue à tout », l’individualisme et le rationalisme « érigés en dogmes et dressés en ennemis contre les sociétés naturelles (…) et les mœurs et croyances traditionnelles ». Emigré en Suisse, il valorise la démocratie de ce pays : 

« Rien de pareil en Suisse, où le bienfait du fédéralisme permet à la qualité de tempérer la quantité, à la décentralisation de limiter la bureaucratie ; où la discussion, même dans le domaine politique, s’arrête devant certains principes incontestés, tels que la religion, la société, l’armée, la patrie, (…) où la liberté de l’individu se définit par l’obéissance à la loi, où la raison et la foi font bon ménage, où l’esprit de progrès prend son point d’appui non pas dans le mépris mais dans le respect du passé. »

 « Et c’est pourquoi, conclut-il, démocrate pour la Suisse, je ne saurais l’être pour la France, tant qu’on ne m’aura pas indiqué les moyens de transfuser à la démocratie française (… ) les vertus (de la démocratie helvétique) », qu’il qualifie d’« aristarchie ». 
Il ne renie rien de ses convictions favorables à la Révolution nationale, bien au contraire. Aucune allusion dans cet ouvrage à l’antisémitisme de Vichy, qu’il a pourtant condamné en privé, ou à la Milice. Pour lui, Pétain « a été désigné et en quelque sorte suscité par la ferveur populaire » en juin 1940, il a eu « un sentiment juste et profond du  problème français et l’a abordé avec les vues les plus saines, les plus fermes et les plus pertinentes » et ses réalisations, « inégalement heureuses (sic), n’en eussent pas moins engagé la France dans les voies de son salut et de son relèvement ». Révolution nationale qu’il définit par le « primat de la patrie sur les partis, de l’autorité sur la liberté, de la hiérarchie sur l’égalité », par la « défense de la race par l’hygiène (…), la réglementation sévère de l’immigration et des naturalisations », par « l’esprit de discipline », le « sentiment communautaire » et le « culte de l’abnégation et du sacrifice ». Et surtout, il espère que « ce programme gardera ou gagnera l’assentiment des élites françaises ». 
En 1946, dans Aristarchie : ou recherche d’un gouvernement, il se déclare hostile à la nouvelle Constitution de la IVe République : « Elle durera dix ans ou moins, et elle laissera la France un peu ou beaucoup plus bas qu’elle ne l’aura trouvée ». Il y souligne les protestations « religieuses, catholiques et protestantes, contre le racisme, l’antisémitisme, le nazisme » (mais aussi le communisme) ainsi que « la résistance héroïque opposée par d’innombrables prêtres, pasteurs et fidèles aux abdications et aux reniements ». 
Il donne en Suisse des conférences, dès 1942, publie dans des journaux suisses (La Gazette de Lausanne, La vie protestante) et ses ouvrages sont prisés par des journalistes du canton du Valais comme le maurrassien René Braichet. 
Lors du procès de Pétain en 1945, Gillouin a envoyé de Suisse une lettre aux avocats du maréchal, lue par l’un d’eux, Payen. Selon lui, le maréchal était victime d’un « détournement de vieillard » et n’était pas informé des agissements de Darlan et de l’aide apportée aux Allemands en Syrie. Selon André Thérive, la paternité du terme polémique de « résistantialiste » lui revient, dans un article de la Gazette de Lausanne, en 1947, pour « désigner l’imposture des faux résistants », un an avant le chanoine Jean-Marie Desgranges et son livre Les crimes masqués du résistantialisme. 
Il fréquente en Suisse le penseur libéral-conservateur Wilhelm Röpke, qui va devenir son ami ; la pensée de Gillouin va l'inspirer. Il l'accompagne à la réunion annuelle de 1957 de la Société du Mont-Pèlerin, à Saint-Moritz. 
La Gazette de Lausanne publie en 1948 ses réflexions sur la démocratie. Soulignant son attachement aux « valeurs précieuses, irremplaçables de la liberté et de l'individualité » et, malgré ses critiques adressés à la démocratie, il note qu'il « ne s'agit nullement de jeter par dessus-bord, même en pensée, aucune des acquisitions positives, et elles sont nombreuses, de l'évolution politique et sociale contemporaine ». Il se félicite aussi de la tendance consistant à vouloir « rénover le vieux libéralisme économique, pour l'assouplir, pour l'élargir, pour l'humaniser » dans un « néo libéralisme social », citant les travaux de Friedrich Hayek, Louis Rougier et Röpke. Sur ce modèle, il prône un « néo libéralisme politique » dans lequel l'autorité serait « la gardienne des droits privés et les libertés publiques ».   
En Suisse, Gillouin a aussi publié en 1947, avec Jacques Ellul et Paul Tournier, L’Homme, mesure de toute chose, édité par le Centre protestant d’études à Genève. Il prend part en 1946, 1947 et 1949 aux rencontres internationales de Genève, pour répondre en 1946 à Julien Benda sur le rôle des intellectuels, notant « l’avilissement des valeurs dans le monde moderne » et « le manichéisme stupide en vertu duquel, dans un conflit, chaque adversaire s’attribue le monopole de la vérité » et souligner les effets néfastes de la « civilisation industrielle », qui déshumanise l’homme et le pousse en compensation au nationalisme, au chauvinisme et au racisme, pour discourir en 1947 sur la question « progrès technique et progrès moral », soulignant la « libido déchaînée » de la civilisation moderne et le risque de « destruction de tout ce qui reste de civilisation, l’anéantissement de toutes nos raisons de vivre », et pour déplorer en 1949 la « mort de Dieu ».

### Retour en France
De retour en France, Gillouin figure lors des législatives de 1951 sur une liste nationale d’action démocratique et sociale, dans la première circonscription du département de la Seine, dans le contexte de l’offensive électorale de la mouvance néo-vichyste, à l’initiative de l’avocat de Pétain, Jacques Isorni,. 
Il donne une conférence en mars 1951 intitulée « Le maréchal Pétain tel que je l’ai connu », dans le cadre des conférences du vendredi organisées par les Écrits de Paris. Le journal suisse la Gazette de Lausanne publie un texte du même titre la même année. Il fait paraître en 1966 J'étais l'ami du Maréchal, dans lequel il écrit : « Je tiens à dire que je l'ai considéré alors et que je n'ai cessé de considérer depuis comme un vrai grand homme, sinon comme un homme providentiel, envoyé à la France pour se protéger en se dévouant pour elle ».
En France, après la Libération, Gillouin collabore à des périodiques de droite et d'extrême droite : à Paroles françaises d'André Mutter, au Courrier français, aux Écrits de Paris et à Rivarol de René Malliavin, à L'Ordre français de Pierre Debray, à La Nation française de Pierre Boutang, dès son premier numéro en 1955 jusqu'en 1967, au périodique protestant fondé en 1958 Tant qu'il fait jour, à la revue Les Essais. Il collabore à la vénérable Revue des Deux Mondes, fief de la droite académique. Ses opinions sont parfois publiées dans Le Monde, jusqu'en 1968. 
Il est membre du conseil d'administration d’un club de réflexion international, conservateur et chrétien, fondé à Munich en 1951, la Abendländische Akademie (Académie occidentale) aux côtés de personnalités surtout allemandes liées à la CDU/CSU et de quelques autres français, catholiques, comme Robert d'Harcourt, Paul Lesourd, professeur à l’Institut catholique, ou Gabriel Marcel. Il est invité en 1953 à donner une conférence à une Tagung de l’Académie évangélique du pays de Bade.
Après avoir signé un article dans le numéro du 1er juillet 1951 des Écrits de Paris  intitulé « Elites françaises, occupez-vous de politique », il lance un appel lors d’une conférence organisée sous les auspices de cette revue : « Producteurs français, la politique vous appelle ». Lors de cette conférence qui eut lieu le 23 novembre 1951, il invitait à « défendre la liberté d’entreprise (…) contre l’emprise sans cesse croissante du dirigisme économique et du planisme systématique » et demandait à la bourgeoisie de remédier à « sa déficience politique » car elle s’était bornée jusqu’alors à « faire de la politique la servante des affaires, de ses affaires (…) au lieu de devenir la « classe dirigeante ». Il a alors le projet de constituer un Centre de hautes études politiques. Il obtient l’accord du général Maxime Weygand, du banquier Alfred Pose, d'un patron, Georges Laederich « et de son groupe d’industriels d’avant-garde ». Ce qui mène à la fondation en 1954 du Centre d'études politiques et civiques (CEPEC), club de réflexion patronal dont il est l'un des vice-présidents fondateurs et l'un des animateurs avec l'économiste Louis Salleron. 

Il appuie en 1958 le retour du général de Gaulle. « Souhaitons que le général de Gaulle réussisse », écrit-il alors. Selon lui, le régime « qui convient le mieux à la France » est un « régime mixte à la fois constitutionnel et charismatique » », ce qui définit assez bien la République gaullienne. Et en 1959 dans la Revue des deux mondes: « C‘est dans cette atmosphère de vertige et de désespoir qu’éclata le 13 mai 1958, qui remit la France debout et rouvrit la porte à l’espérance ». Il décrit une « France en perdition dans les bras d’un sauveur survenu à point nommé et qui réunissait dans ses mains l’autorité qui se fait aimer et respecter, et le pouvoir qui se fait craindre et obéir ». Pas d’antiparlementarisme à proprement parler, car pour lui la IIIe République n’a été qu’une « caricature », une « contrefaçon de régime parlementaire ». Il se dit « rallié d’avance » à la nouvelle constitution « puisque nous avions nous-mêmes développé dans notre Aristarchie, douze ans auparavant, une conception tout à fait voisine ». Elle est 

« conforme à la fois aux leçons du passé et aux nécessités du présent. (…) Elle rétablit un vrai gouvernement, ce gouvernement fort qui a fait la grandeur de la France (…) et elle maintient une représentation indépendante, dont le rôle assurément diminué peut rester considérable, soit comme agent de liaison et de contrôle, soit comme organe de critique et de suggestion, soit comme frein et éventuellement comme garde-fou. »

 On retrouve ses marottes, la condamnation de la « part (…) du suffrage universel, individualiste et égalitaire, dans la génération des pouvoirs publics », du « dogme égalitaire prêché par Rousseau (qui) a porté une grave atteinte aux ressorts naturels de l’autorité comme du pouvoir » et du « mythe du Peuple souverain, bon et raisonnable par nature, innocent et juste par définition, infaillible par-dessus le marché ». 
Durant la guerre d'Algérie, il signe en octobre 1960 le Manifeste des intellectuels français pour la résistance à l'abandon, en réaction au Manifeste des 121.
Gillouin fréquente l’Institut de France et l’Académie française depuis l’avant guerre et Vichy. Mais ses tentatives pour se faire élire ont toutes échoué. Il s'est présenté vainement en 1952 à l'Académie au fauteuil devenu vacant du fait de la mort du maréchal Pétain. Après s'être présenté en avril 1940 sans succès à l’Académie des sciences morales et politiques pour succéder à Henri Chardon (section de morale), il pose à nouveau sa candidature en 1955-56, puis en 1959-60, dans la section de Morale et sociologie, à la suite du décès d’André Siegfried. Il a donné trois communications à l’Académie des sciences morales et politique, en 1939, 1957 et 1959. La deuxième sur le thème « gouvernement et représentation », au cours de laquelle il déclare que la « sacralisation du principe majoritaire conférant à la moitié plus une du suffrage universel une valeur morale (…) est une mystification » - André Siegfried, Jacques Bardoux et Gabriel Marcel présentèrent des observations – et la seconde sur les « aspects moraux et spirituels de la civilisation du travail », à laquelle répondirent Marc Boegner et Gabriel Marcel. Il y est présenté comme vice-président du CEPEC.
En 1967, Gillouin s’élève contre un article de Jean-François Revel paru dans L’Express (no 829), lui imputant « une action criminelle et déshonorante », l’arrestation de Juifs lors de la rafle du Vélodrome d'Hiver qu’il aurait dirigée. La rectification, postérieure de trois semaines à l’article incriminé, et jugée « sèche et impersonnelle et n’exprimant ni regrets, ni excuses » le pousse à aller en justice, pour propos calomnieux : Jean-Jacques Servan-Schreiber fut condamné à 1 000 francs d’amende, Revel à 500 francs et le jugement dut être publié par L’Express. Revel évoque brièvement cet épisode dans ses mémoires : il ne le nomme pas et souligne qu'à la suite de son compte rendu du livre de Paul Tillard et Claude Lévy, La Grande rafle du Vel d'Hiv, paru dans L'Express du 8 mai 1967, et dans lequel il citait « parmi d'autres, le nom d'un ancien membre du cabinet de Pétain », « l'énergumène vychissois » en question le poursuivit en diffamation et gagna son procès, dans « l'indifférence universelle ».

### Vie privée
René Gillouin a été marié à trois reprises. Il épouse tout d'abord vers 1909 Suzanne Berret, fille d'un professeur au lycée Hoche de Versailles, Paul Berret. Sa première épouse est aussi normalienne (reçue 17e à l'École normale supérieure de Fontenay-aux-Roses en 1908, démissionnaire). Le couple a un fils né en 1910, Marc Gillouin, mort pour la France le 29 mai 1940. Alors maréchal des logis, interprète de la mission militaire franco-britannique, ce dernier est mort lors d’une opération militaire qui lui valut une citation à l’ordre de sa division, annoncée en 1942. 
Veuf ou divorcé, René Gillouin épouse en 1927 Laure Bruni, artiste peintre née en 1886. Il divorce en 1958 puis épouse en 1963 Hélène Colomb (1906-1988), ancienne épouse de Jean-Pierre Maxence et comme ce dernier ancienne de la revue de la jeune Droite L’Insurgé avant la guerre.

## Publications
- Maurice Barrès, Paris, E. Sansot, 1907
- Ars et vita, E. Sansot, 1907 (roman)
- La Comtesse Mathieu de Noailles : biographie critique, E. Sansot et cie, 1908 (en ligne sur BnF/gallica)
- Henri Bergson. Choix de textes avec études du système philosophique, Paris, Denis Michaud, 1910, 220 p.[140], rééd. 1928, Rasmussen
- La Philosophie de Henri Bergson, Paris, Grasset, 1911
- Idées et figures d'aujourd'hui, 1919
- Une nouvelle philosophie de l'histoire moderne et française : les bases historiques et critiques d'une éducation nationale, Grasset, 1921
- Questions politiques et religieuses, Grasset, 1925

- Prix d’Académie 1926 de l'Académie française
- Esquisses littéraires et morales, Grasset, 1926 Recueil d'articles parus dans la Semaine littéraire de Genève
- Kant. choix de textes avec étude du système philosophique et notices biographique et bibliographique, Rasmussen, 1927
- Trois crises : le malaise alsacien, la querelle de l'Action française, le nouveau Ralliement, Grasset, 1929 (Lire le début en ligne dans Gallica) Recueil de trois études publiées dans des revues en 1927-1928
- Le Destin de l'Occident, Paris, Éditions Prométhée, 1929

- Prix Montyon 1930 de l'Académie française
- Le mysticisme linguistique : de l'Alsace à la Flandre, Editions Promethée, 1930
- Hitler peint par lui-même, Notre Combat, 1939[141]
- Problèmes français, problèmes humains, Genève, Ed. du milieu du monde, 1944
- Aristarchie : ou recherche d’un gouvernement, Genève, Éditions du cheval ailé[142], 1946
- L'Homme moderne bourreau de lui-même, Le Portulan, 1951 (recueil d'études[143]), traduit et publié aux États-Unis en 1957 sous le titre Man's hangman is man, préfacé par Robert Maynard Hutchins[144]
- Trois études politiques : La constitution qu'il faudrait à la France : Les quatre principes de la légitimité démocratique. Le problème social et le communisme, Collection Écrits politiques, Écrits de Paris, 1951
- J'étais l'ami du maréchal Pétain, Plon, 1966 (préface du pasteur Boegner) (Lire le début en ligne)